# 奧莫洛伊河
奧莫洛伊河（俄语：Омолой）是俄羅斯的一条河流，由薩哈共和國負責管轄，河道全長593公里，流域面積約38,900平方公里，發源自外興安嶺，最終注入拉普捷夫海，河水主要來自融雪和雨水。
现已绝种的西伯利亚野牛曾经栖息在该地区。